# Comitatul Carbon, Montana
Comitatul Carbon, conform originalului din engleză, Carbon County, este unul din cele 56 comitate ale statului american  Montana. Comitatul carbon face parte din Zona Metropolitană Statistică a orașului Billings. Conform Census 2000, populația a fost de 9.552 de locuitori. Sediul comitatului este localitatea Red Lodge.GR6

## Geografie
Conform datelor înregistrate de United States Census Bureau, comitatul are o suprafață totală de 5.341 km² (sau de 2,062 mile pătrate, dintre care 5.304 km² (sau 2,048 mi²) reprezintă uscat, iar restul de 37 km² (sau 14 mi²) reprezintă apă (0.69%).

### Drumuri importante
- U.S. Highway 212
- U.S. Highway 310
- Montana Highway 72
- Montana Highway 78

### Comitate învecinate
- Comitatul Park, Montana - vest
- Comitatul Stillwater, Montana - nord
- Comitatul Yellowstone, Montana - nord-est
- Comitatul Big Horn, Montana - est
- Comitatul Big Horn, Wyoming - sudest
- Comitatul Park, Wyoming - sud

### Zoneprotejate naţional
- Bighorn Canyon National Recreation Area (parțial)
- Custer National Forest (parțial)
- Gallatin National Forest (parțial)

## Demografie
|  | Graficele sunt indisponibile din cauza unor probleme tehnice. Mai multe informații se găsesc la Phabricator și la wiki-ul MediaWiki. |

Date: Wikidata - grafică realizată de Wikipedia